# José Carlos dos Santos
José Carlos dos Santos FDP (* 25. Mai 1951 in Maroim; † 25. März 2002) war Weihbischof in Luziânia.

## Leben
José Carlos dos Santos trat der Ordensgemeinschaft der Söhne der göttlichen Vorsehung bei und empfing am 16. Dezember 1979 die Priesterweihe.
Papst Johannes Paul II. ernannte ihn am 20. Juni 2001 zum Weihbischof in Luziânia und Titularbischof von Ausuccura. Der Bischof von Luziânia, Augustyn Januszewicz OFMConv, spendete ihm am 29. September desselben Jahres die Bischofsweihe; Mitkonsekratoren waren Aloísio Hilário de Pinho FDP, Bischof von Jataí, und José de Lima, Altbischof von Sete Lagoas.